# Pico Cão Grande
Pico Cão Grande (portug. für „Spitze/Gipfel des Großen Hundes“) ist ein landschaftsprägender nadelförmiger Vulkan-Härtling in São Tomé und Príncipe, im  Distrikt Caué von São Tomé im Parque Natural Obô de São Tomé. Sein Gipfel ist 663 m hoch und er steigt etwa 370 m aus dem umgebenden Terrain an. Der Härtling entstand durch aushärtendes Magma im Schlot eines aktiven Vulkans. Das nächstgelegene Dorf ist Vila Clotilde, 3 km östlich. Der Hauptort des Distrikts São João dos Angolares liegt 9 km weiter östlich.

## Besteigungen

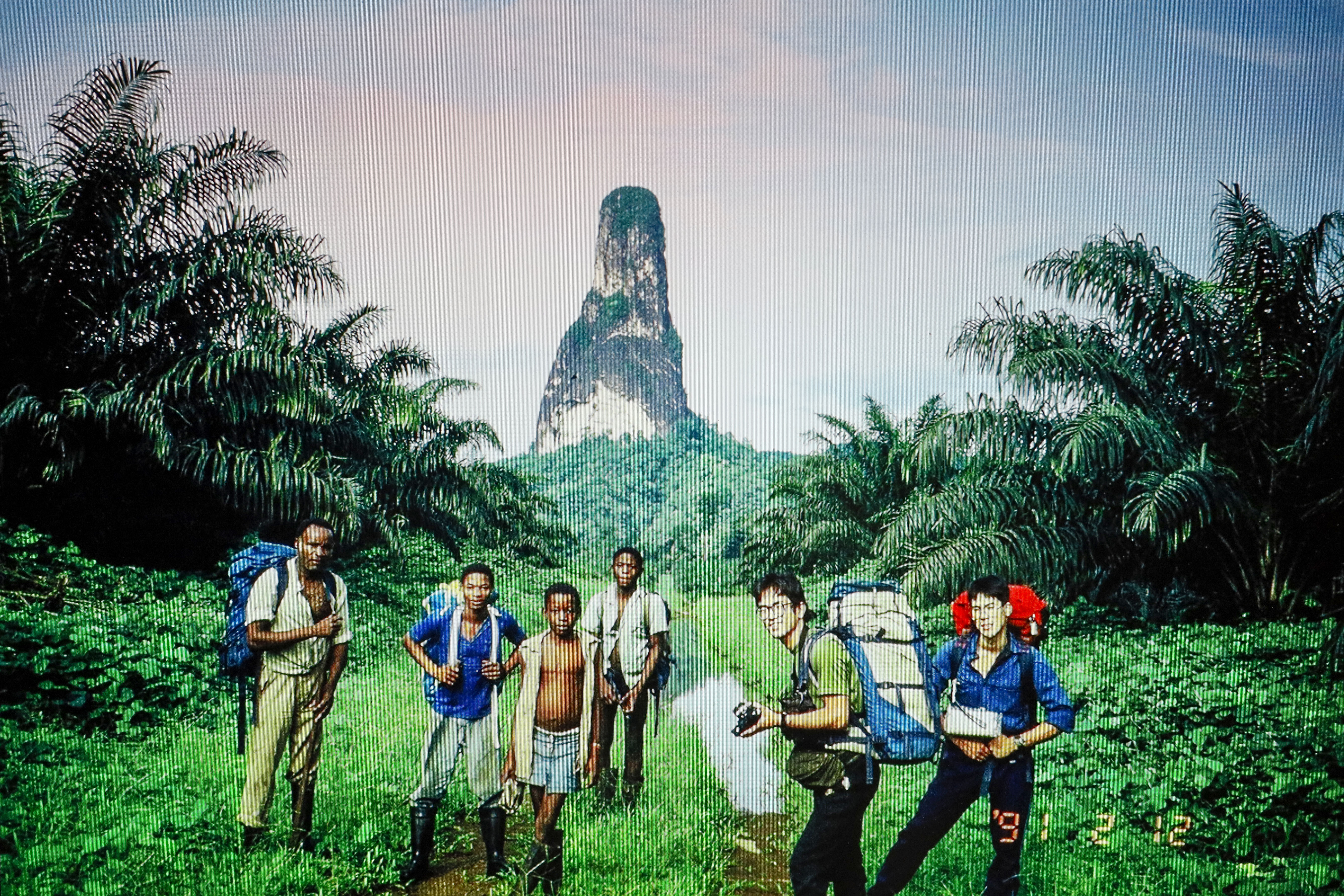
Japanisches Team auf dem Weg zum Pico (1991)

Erste Besteigungsversuche erfolgten 1975 durch eine portugiesische Klettermannschaft, und die erste erfolgreiche Besteigung gelang 1991 durch ein japanisches Team. 2016 legten Gareth Leah (England) und Sergio Almada (Mexico) eine Kletterroute mit Sicherungsbolzen zum Gipfel (Nubivagant (Aufstieg in die Wolken)). Die Route ist 455 m lang (F8b, 5.13d). Zu den Schwierigkeiten auf der Route gehören unter anderem Schlangen und schmieriges Moos.